# Апельсиновый сок

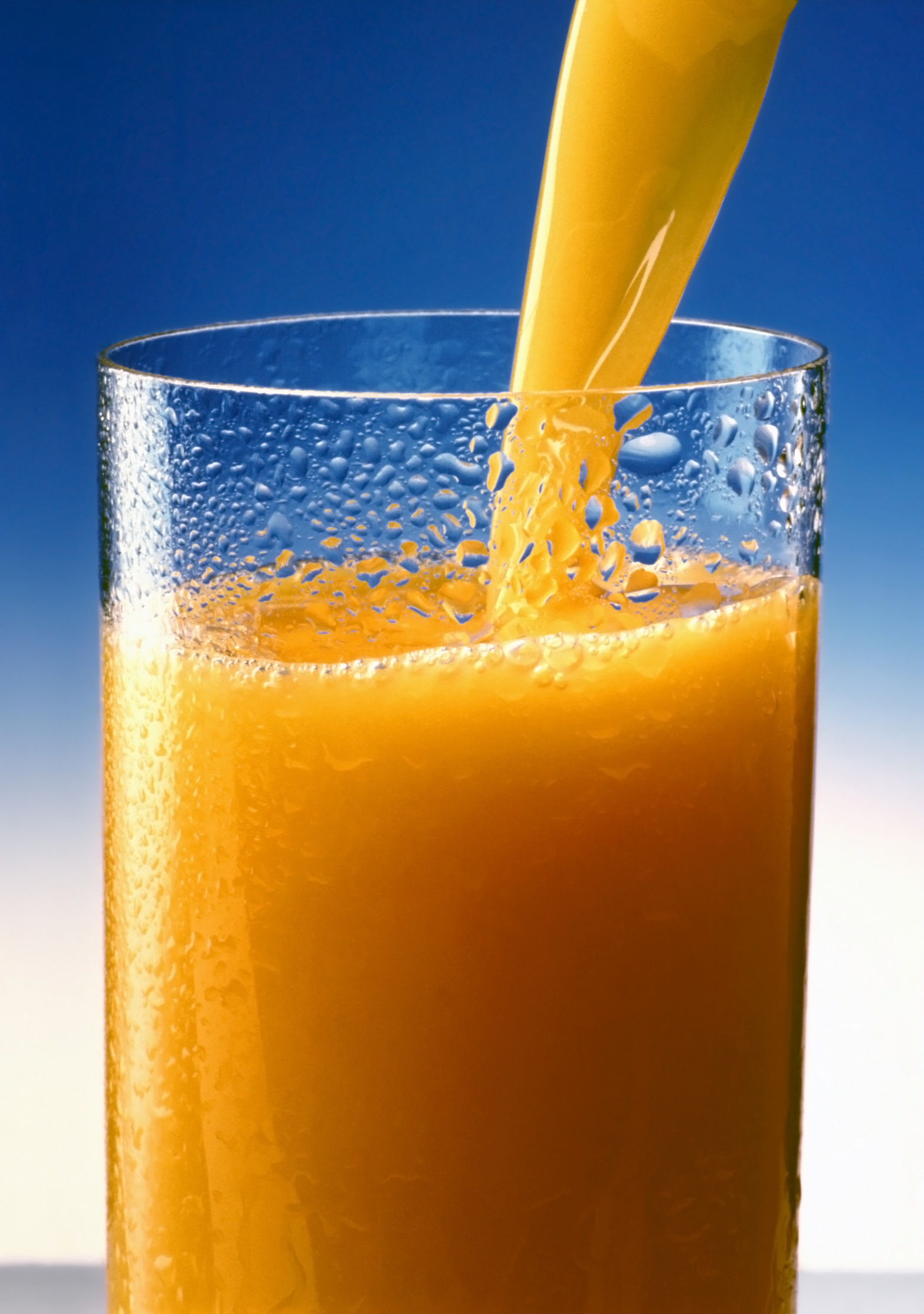
Апельсиновый сок в стакане

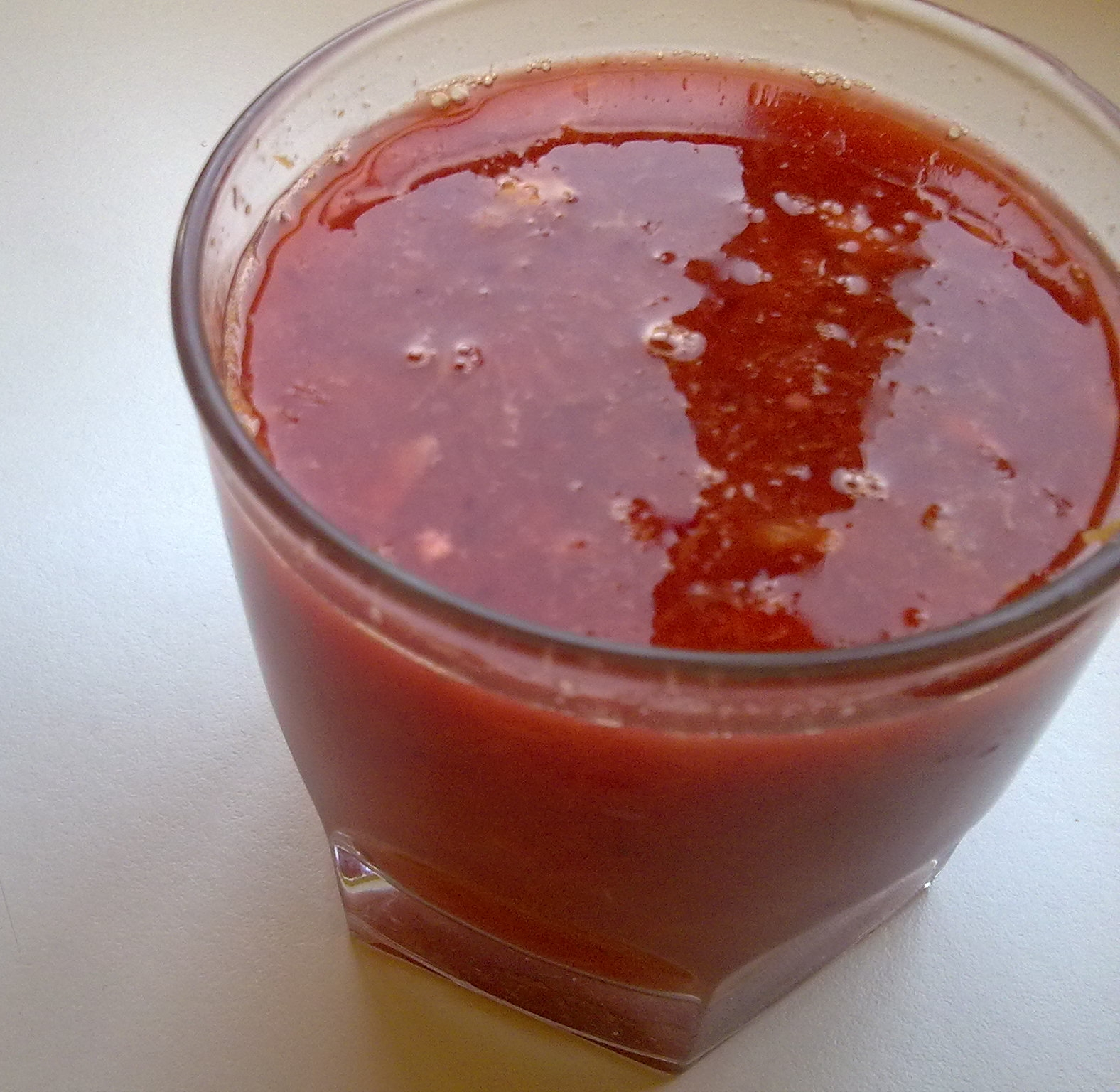
Сок кровавого апельсина

Апельсиновый сок — продукт, получаемый из мякоти апельсинов. Различают «свежевыжатый (натуральный) апельсиновый сок», «апельсиновый сок прямого отжима» и «восстановленный апельсиновый сок» (нектар).

## Производство
Термин «восстановленный апельсиновый сок» используется, когда речь идёт о продукте, произведённом из концентрированного сока. Если сок только пастеризуется и поставляется потребителю без стадий получения и разбавления концентрата, на упаковке его приводится маркировка (в Канаде, Израиле и Америке) «Not from Concentrate»/«NfC» («не из концентрата»). Все апельсиновые соки (за исключением свежеотжатых соков), произведённые в промышленных условиях и поступающие в продажу, являются консервированными. При этом для консервирования продукт подвергают тепловой обработке — пастеризации.
Свежевыжатый апельсиновый сок не подвергается пастеризации, поэтому срок годности у них значительно более короткий. Свежевыжатый апельсиновый сок более полезный, чем восстановленный сок, изготовленный из концентрированного сока.
Свежевыжатый апельсиновый сок обычно дороже, чем восстановленный сок.
Мировое производство апельсинового сока в 2000 году составляло 2,1 млн тонн. Наибольшее количество сока было произведено в США и Бразилии
.

## Значение для здоровья
Апельсиновый сок — источник витамина C (аскорбиновой кислоты), калия, фолиевой кислоты (Витамин B9). Апельсиновый сок также содержит флавоноиды, которые благотворно влияют на здоровье человека. Бывает с мякотью.
Апельсиновый сок является эффективным противораковым, мочегонным, кроветворным средством. Ему свойственно также сокогонное, гипотензивное, антисклеротическое и кровоостанавливающее действие. Хорошее соотношение витаминов С и P способствует укреплению сосудистой стенки и снижению её проницаемости.
Апельсиновый сок улучшает аппетит, оказывает желчегонное и легкое слабительное действие. В чистом виде применяется в комплексном лечении злокачественных опухолей, анемии, гипертонической болезни, атеросклерозе, ожирении, простуде, инфекционных и острых респираторных заболеваниях, гастритах с пониженной кислотностью, отёках, запорах, метеоризме, повышенной кровоточивости дёсен и других видах кровотечений, заболеваниях кожи.
При употреблении сока необходимо учитывать, что апельсиновый сок на голодный желудок может обострить проблемы с желудком или кишечником, а также вызвать расстройство желудка. Кроме того, высокая кислотность этого сока оказывает вредное воздействие на зубную эмаль. Рекомендуется использовать соломинку, чтобы избежать контакта сока с эмалью.